# Dissonància cognitiva
El concepte de dissonància cognitiva, en psicologia, fa referència a la tensió o desharmonia interna del sistema d'idees, creences, emocions i actituds (cognicions) que percep una persona en mantenir al mateix temps dos pensaments que estan en conflicte, o per un comportament que entra en conflicte amb les seues creences. És a dir, el terme es refereix a la percepció d'incompatibilitat de dues cognicions simultànies.
El concepte va ser formulat per primera vegada en 1957 pel psicòleg nord-americà, d'origen rus, Leon Festinger en la seua obra A theory of cognitive dissonance. La teoria de Festinger planteja que, en produir-se aqueixa incongruència o dissonància de manera molt apreciable, la persona es veu automàticament motivada per a esforçar-se a generar idees i creences noves per a reduir la tensió fins a aconseguir que el conjunt de les seues idees i actituds encaixen entre si, constituint una certa coherència interna. Així el subjecte intentarà reduir la incoherència aconseguint la consonància.
La manera en què es produeix la reducció de la dissonància pot prendre diferents camins o formes. Una molt notable és un canvi d'actitud o d'idees davant la realitat. Quan la dissonància està present, a més d'intentar reduir-la, la persona evita activament les situacions i informacions que podrien probablement augmentar-la. Les formes de reduir la dissonància són: modificar un element cognoscitiu de conducta (per exemple, com sé que fumar és dolent, ho deixe), modificar un element cognoscitiu ambiental (per exemple, no puc evitar saltar la rajola negra del menjador, així que decidisc fer un forat a terra, ja que d'aquesta manera el fet de saltar tindrà sentit) o introduir nous elements cognoscitius (per exemple, sé que fumar és dolent però no ho vull deixar, així que per reduir la meva dissonància cognitiva pense que la possibilitat de morir per càncer de pulmó és insignificant si ho compare amb la possibilitat de tenir un accident de cotxe).

## Conseqüències de les decisions
La teoria diu que la dissonància és una conseqüència inevitable de la decisió. La magnitud de la dissonància postdecisòria s'ha fet dependre hipotèticament dels factors següents: la importància de la decisió, l'atractiu relatiu de l'alternativa no escollida i de l'escollida, i el grau de superposició dels elements cognoscitius corresponents a les alternatives (per exemple: no sé si anar a un concert o a casa d'un amic però faça el que faça l'objectiu és passar-s'ho bé i segur que amb ambdues opcions ho aconseguisc).
Una vegada apareix la dissonància com a conseqüència d'una decisió, la pressió per a reduir-la es manifestarà en intents per augmentar l'atractiu de l'alternativa escollida, disminuir l'atractiu relatiu de l'alternativa no escollida, establir superposició cognoscitiva, i encara per a renovar psicològicament la decisió.
Les dades dels estudis analitzats per Leon Festinger després d'haver-se adoptat una decisió mostren:
- Després d'arribar a una decisió, hi ha una recerca activa d'informació, que produeix una cognició dissonant amb l'acció empresa.
- Després d'adoptar una decisió, hi ha un augment de confiança en la decisió o en la discrepància que existeix sobre l'atractiu de les alternatives compreses en l'elecció, o en ambdues coses. Les dues reflecteixen que s'ha reduït amb èxit la dissonància.
- L'èxit en la reducció de la dissonància postdecisòria es veu palpablement en la dificultat de revocar una decisió una vegada presa i en les conseqüències que el canvi de cognició té per a una acció futura rellevant.
- Els efectes enumerats més amunt varien directament amb la magnitud de la dissonància creada per la decisió.

## Efectes de la condescendència forçosa
Hi ha moltes situacions en què les persones actuem de manera oposada a les nostres cognicions (pensaments, opinions, creences...) o fem afirmacions en públic en les quals no creiem. Aquestes situacions solen anar acompanyades per la dissonància (discrepància entre la conducta exterior, observable i la creença privada) i per pressions per reduir-la. A vegades s'influeix en les persones per fer-les canviar d'opinió; de vegades, aquesta influència no tindrà cap efecte (no es produirà cap canvi); altres vegades, sí que tindrà èxit la pressió exercida i aconseguirem efectivament, que la persona modifique les seves creences; i finalment, en altres situacions, la persona canviarà la seva conducta exterior però, no modificarà l'opinió privada. Això, és el que Leon Festinger anomenà «condescendència pública o forçosa» (adaptació als gustos i costums dels altres) i es produeix per dos motius: per l'amenaça de càstig, o per la possibilitat d'obtenció d'un premi. La dissonància que es deriva d'aquesta condescendència forçosa coacciona l'individu de manera que aquest buscarà reduir-la de dues maneres: modificant la importància de les creences pròpies per a fer-les consonants amb el comportament exterior; o bé, elevant la importància del premi obtingut o del càstig evitat per tal de fer-la consonant amb el seu comportament.

## Reducció de la dissonància
La motivació per a la reducció de la dissonància es deu a la tensió psicològica que un individu ha de suportar quan el seu sistema cognitiu presenta una gran dissonància o incoherència interna. Per exemple, una persona amb valors i creences morals inculcades des de la seua infància pot veure's involucrat en accions que ell mateix rebutjaria (guerres, morts, tortures…), de manera que es veu motivat a introduir valors superiors que justificarien la seua actitud: la defensa de la pàtria, evitar mals majors, etc.

## Paper del suport social
El grup social és la font de dissonància cognoscitiva per a l'individu i el vehicle per a eliminar i reduir la dissonància que pot existir. Els elements que influeixen en el grup són tant la informació i les opinions dels altres que poden introduir nous elements amb la cognició que ja existeix, com el fet d'eliminar un grup d'elements cognoscitius a favor d'un altre que ajuda a eliminar la dissonància.
Els elements corresponents a l'opinió d'una persona, serien dissonants amb el fet de saber que l'altre individu té una idea contrària. Designar les relacions entre aquests elements cognoscitius com a dissonants és consistent amb la definició conceptual.
La dissonància total introduïda a la cognició de la persona pel coneixement que algú té una opinió contrària, dependrà de la quantitat de cognicions existents que són consonants amb els elements cognoscitius corresponents a l'opinió en qüestió.
S'han de tenir en compte dues variables que afecten la magnitud de la dissonància creada pel desacord amb els altres: d'una banda, a mesura que existeixen elements cognoscitius objectius i no socials que són consonants amb una opinió donada, una creença o un coneixement, l'expressió de desacord produirà una magnitud menor de dissonància. D'altra banda, com més gran és el nombre de persones que se sap que estan d'acord amb l'opinió que es té, menys serà la magnitud de la dissonància introduïda per l'expressió de desacord d'una altra persona.
Un altre factor que influeix en la magnitud de la dissonància, són les variables que concerneixen la importància dels elements cognoscitius relacionats amb ella, ja que com més importants siguen els elements, més gran serà la magnitud de la dissonància.
Finalment, l'extensió del desacord, puix com més gran és el nombre de relacions dissonants entre elements en els dos grups, més gran serà la dissonància total.
La reducció de la dissonància a partir del desacord social pot: canviar la pròpia opinió de forma que corresponga exactament amb el coneixement que es té del que la resta creuen; influenciar aquelles persones que estan en desacord perquè varien la seva opinió per tal que coincidisca més amb la nostra; i fer que d'alguna manera l'altra persona no siga comparable amb nosaltres.
La comunicació social i els processos d'influència són els més importants per la teoria de la dissonància. Aquest fet, es pot demostrar mitjançant dades que es poden agrupar en dos encapçalaments:
- En primer lloc, les que demostren que el canvi d'opinió que es produeix en presència de la comunicació redueix la dissonància. En segon lloc, les que ens mostren que l'existència de la dissonància porta a la iniciació i a la modificació dels processos d'influència i de comunicació.

- Hi ha multiplicitat de casos en els quals, per alguna raó, un gran nombre de persones que estan en contacte entre elles, tenen la mateixa dissonància cognoscitiva. En aquestes circumstàncies, els aspectes extraordinaris dels fenòmens existeixen perquè el suport social és extremadament fàcil de trobar en la recerca de la reducció de la dissonància. Els elements que ajuden que aquest fet succeïsca són: les enraonies, les creences sense valor i el proselitisme de masses.

## Mentalitat retributiva
En la presa de decisions, és també molt important l'efecte de la dissonància cognitiva. Quan hi ha un esforç o es produeix un cost, és desitjable que a aquest cost o penalitat li seguisca una recompensa apreciable. Tota persona cerca l'èxit, que no és altra cosa que la recompensa davant l'esforç. Per contra, el fracàs és dissonant; ocorre quan a l'esforç o cost no li segueix la recompensa. En aquests casos l'individu pot reduir la consegüent dissonància cercant altra possible recompensa futura: només s'aprèn de l'error, açò servirà per a evitar futurs errors... Altres vegades, quan s'ha triat una alternativa que no ha resultat tan satisfactòria com es pensava, es poden trobar avantatges que abans no s'havien detectat. Per això, després d'una compra important, el comprador sol valorar millor el producte adquirit que abans de la compra. En filosofia, això no obstant, tal tipus de dissonància cognitiva no s'interpreta com un fenomen inherent a l'ésser humà sinó com una mentalitat procedent del pensament religiós com a resposta al malestar o al dolor. Tal mentalitat es coneix com a mentalitat retributiva, pel fet que es comprèn com una retribució moralment necessària a l'esforç, sacrifici i dolor que per se no tenen valoració. És el comú en el conjunt de les religions de tot el món i forma part com a residu en la mentalitat moderna en nombrosos moments de la nostra vida.

### Exemples
Un experiment clàssic realitzat per Leon Festinger va demostrar l'existència de la Dissonància cognitiva. L'experiment consistia a demanar a una sèrie de subjectes que realitzaren una tasca molt avorrida. En concloure la tasca va dividir els subjectes en tres grups, els va preguntar que els havia semblat la tasca i tots van opinar que els havia resultat molt avorrida. Als subjectes del primer grup, el grup de control, els va dir que l'experiment havia conclòs i que se'n podien anar. Als subjectes del segon grup, els va dir que fora hi havia una persona que havia d'acomplir la tasca però que no estava molt convençuda, de manera que els donaria 1 dòlar si li deien que la tasca havia estat molt divertida, amb els del tercer grup va fer el mateix, però en comptes d'un dòlar els en va donar 30.
Al cap d'una setmana Festinger va cridar a tots els subjectes per a preguntar-los de nou que els havia semblat la tasca, els del primer i tercer grup van reafirmar la seua anterior resposta, que la tasca havia estat molt avorrida. Sorprenentment va descobrir que els del segon grup creien que la tasca havia estat divertida. L'explicació de per què en el tercer grup no es va produir l'efecte de dissonància cognitiva, és que perquè aquest efecte es produïsca, els subjectes han de tenir la percepció de llibertat d'elecció en realitzar la conducta, i els 30 dòlars que els havia pagat per mentir, d'alguna forma els obligaven a fer-ho, cosa que no estava justificada en el segon grup que només va rebre un dòlar.
Un cas evident de reducció de dissonàncies cognitives és el de funcionaris de la Seguretat de l'Estat (policies, militars, espies), que estan mal pagats en comparació de l'esforç i risc que comporta la professió. Quan açò ocorre, la dissonància produïda, a causa de l'escassa recompensa material, es redueix quan el sistema imperant inculca els valors superiors de l'obediència deguda o del benestar de l'Estat.
Sens dubte, en la vida real es poden trobar multitud d'exemples de reducció de dissonància cognitiva extraordinàriament suggeridores.
En l'àmbit del màrqueting, es refereix a aquell malestar que l'individu pateix després d'una compra, «serà o no bona la compra?, hauré encertat?...». El màrqueting ha d'intentar que aquesta dissonància, aquest malestar, siga el menor possible.